# Калеми
Калеми (фр. Kalemie) је град у Демократској Републици Конго у провинцији Катанга. Налази се на западној обали језера Тангањика на истоку Конгоа. Близу града је река Лукуга, која истиче из језера и улива се у реку Луалабу. 
Град се у доба белгијске колонијалне управе називао Албервил. 
Калеми је железнички повезан са неколико других земаља Африке, тако да је значајан за транспорт робе из великог дела Конга. Има и луку за превоз до Танзаније. Земљотрес је у децембру 2005. уништио десетине кућа у граду.

## Становништво
| Година       |
| Становништво |
| ------------ |